# Винце
Винце (мак. Винце) — село у Північній Македонії, входить до складу общини Куманово Північно-Східного регіону.
Населення — 90 осіб (перепис 2002).

## Релігійне життя
В селі знаходяться 5 монастирів та 1 церква.

## Галерея

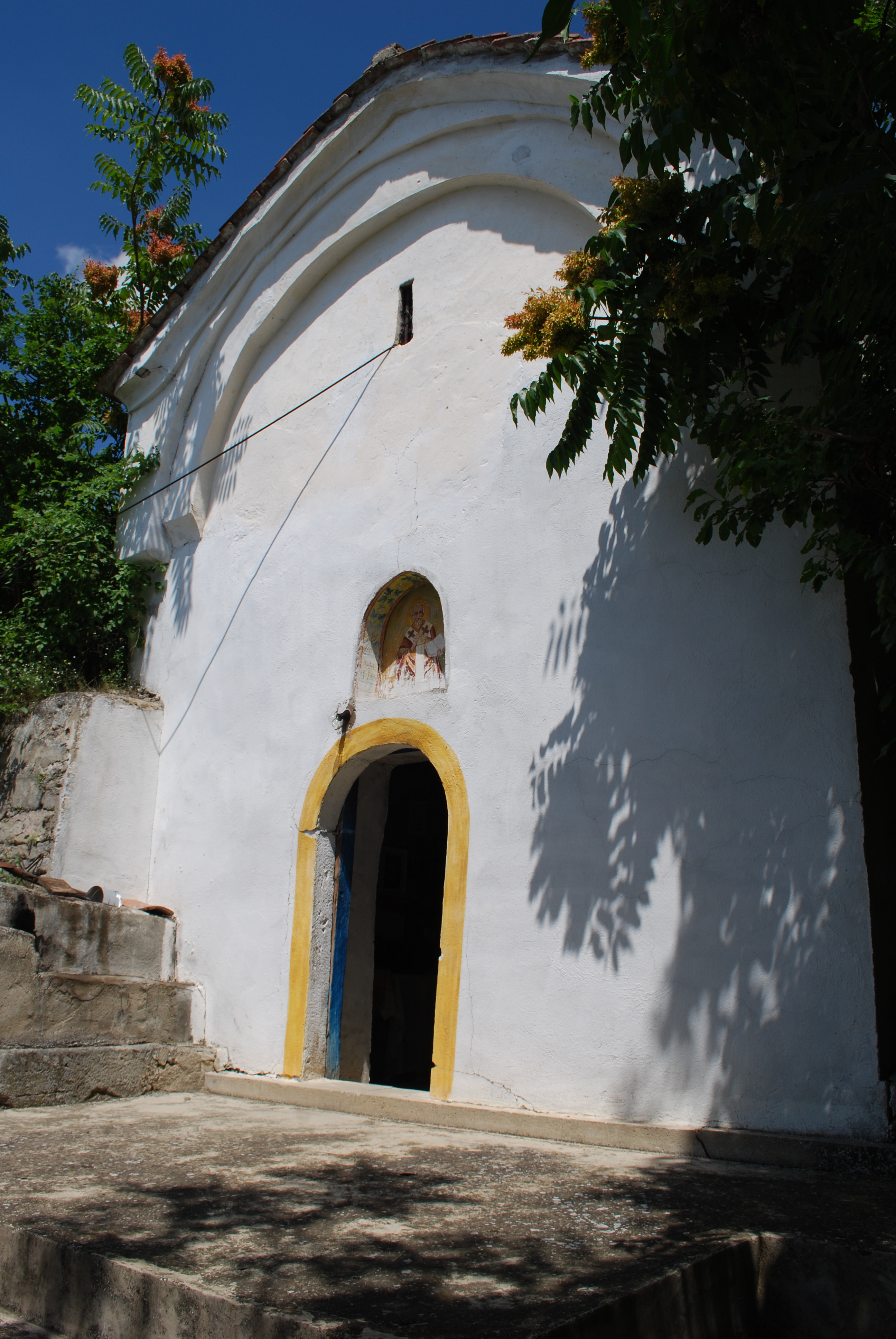
Церква Св. Миколая
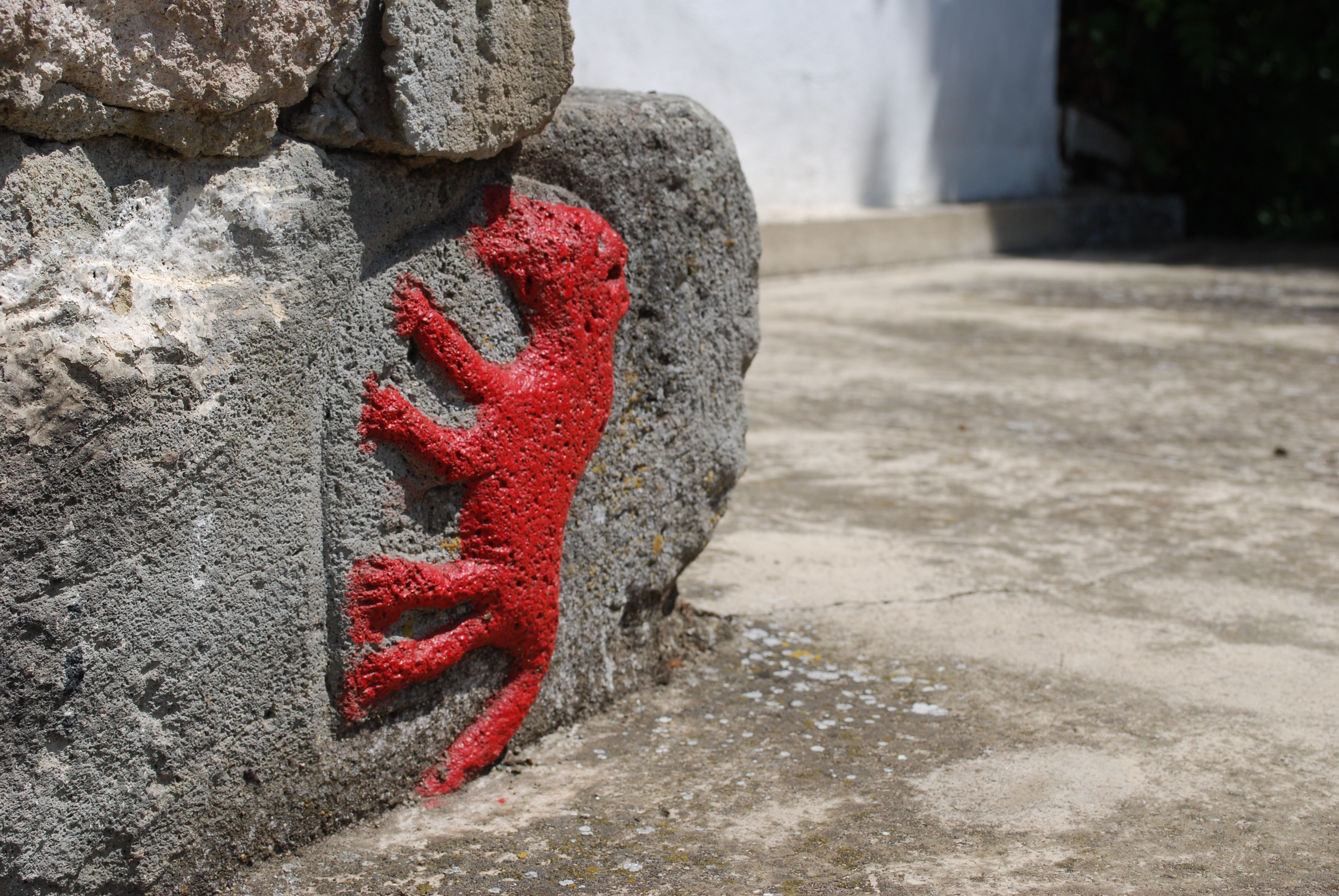
Македонський лев у дворі церкви Св. Миколая
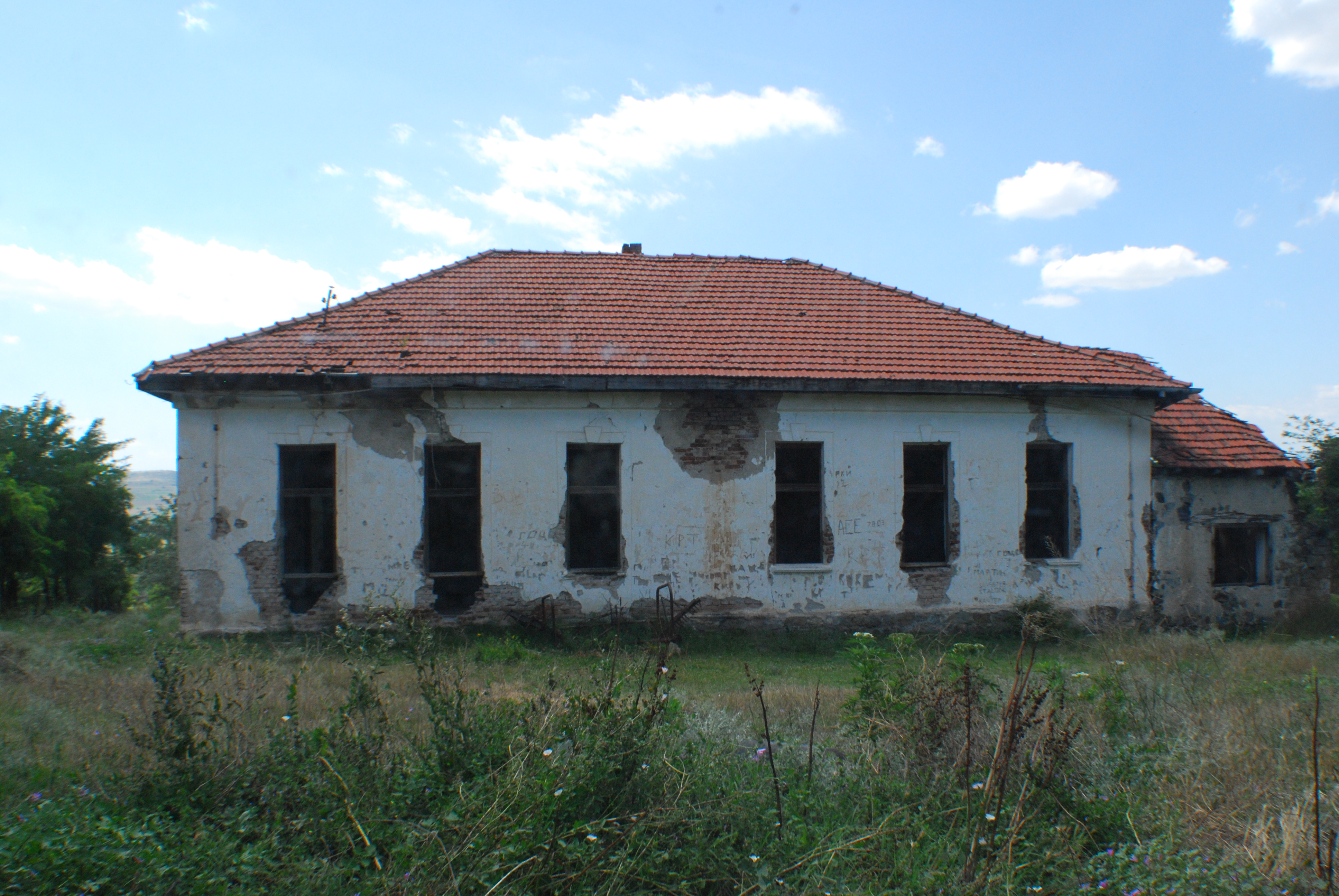
Стара сільська школа
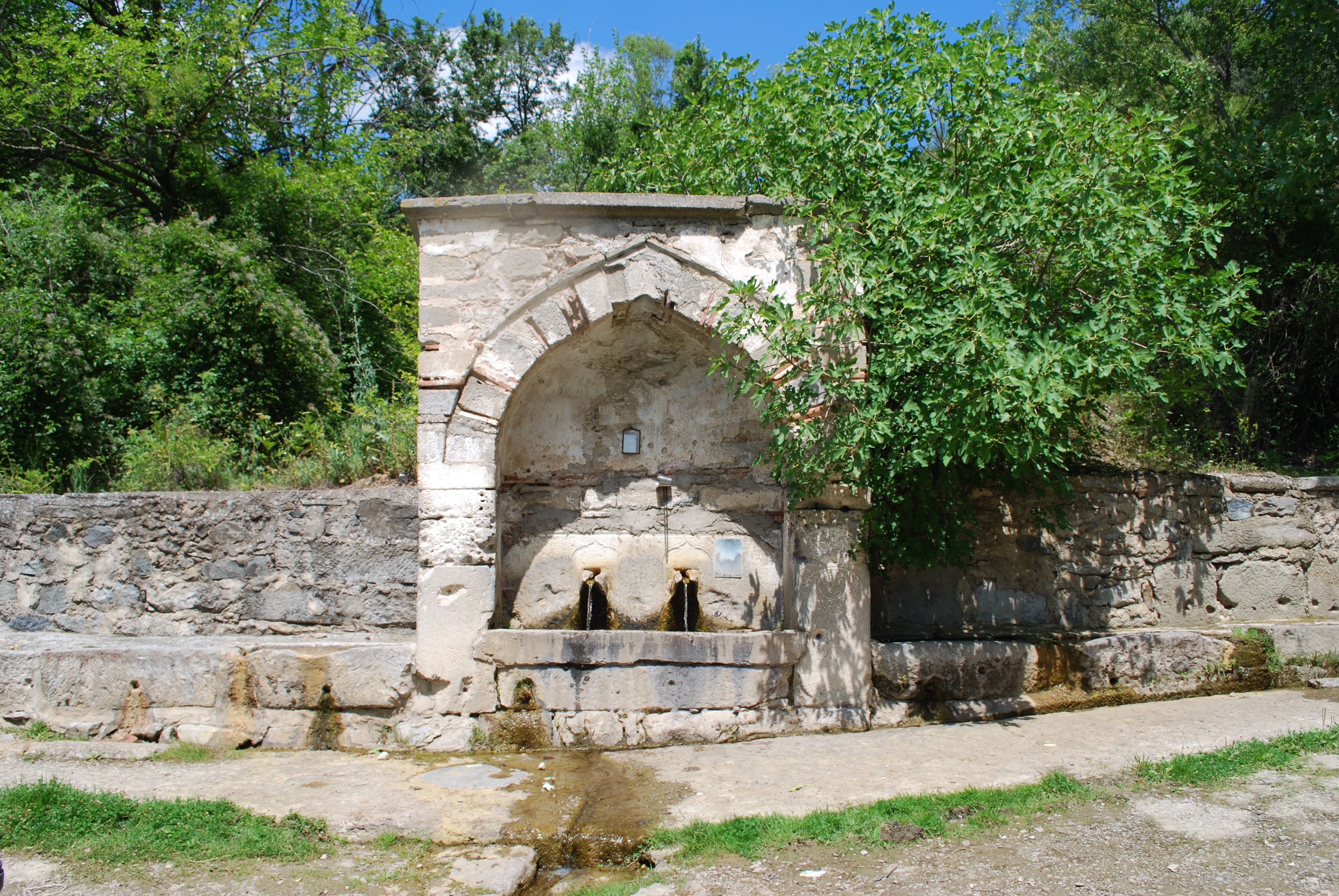
Візантійський фонтан
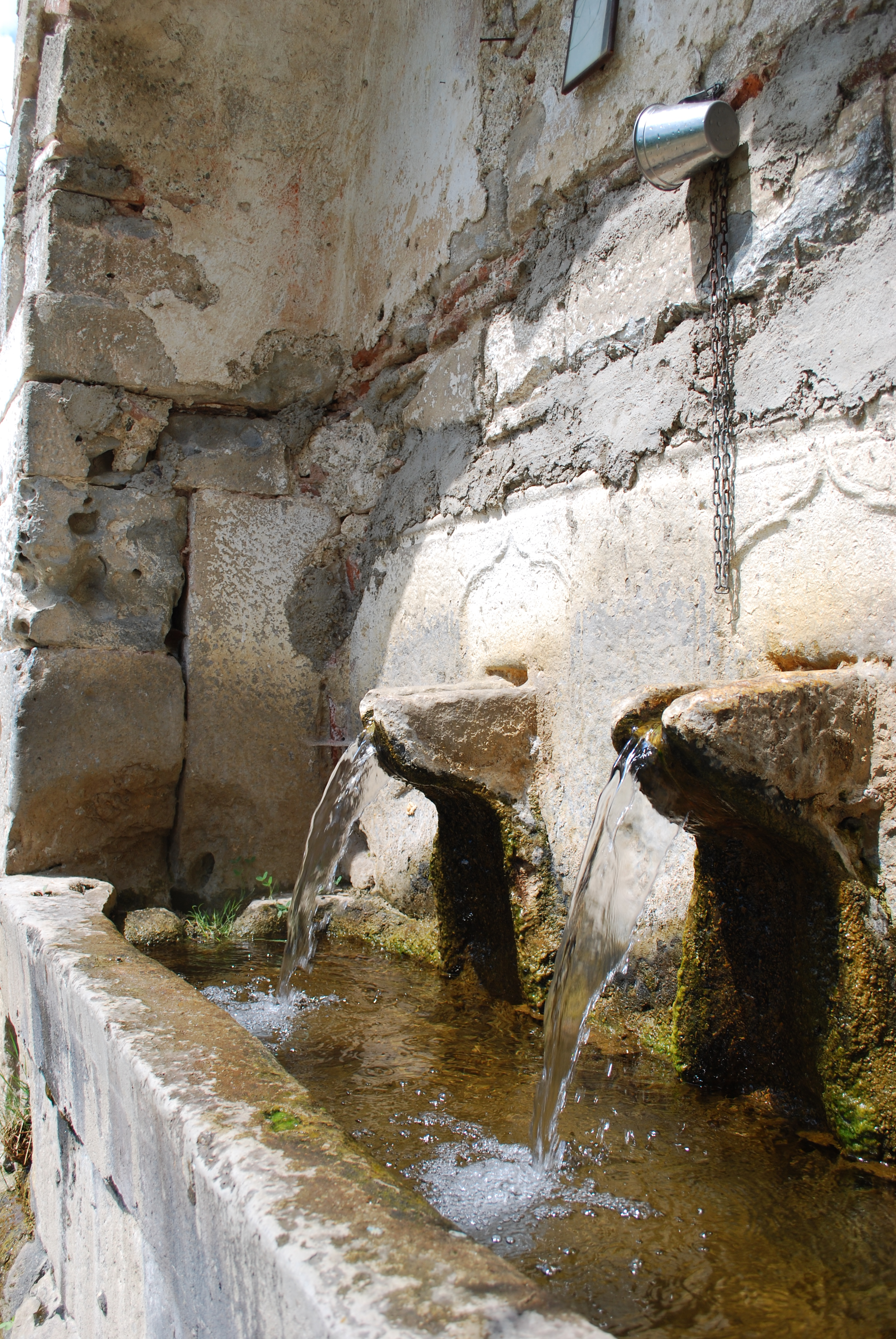
Візантійський фонтан
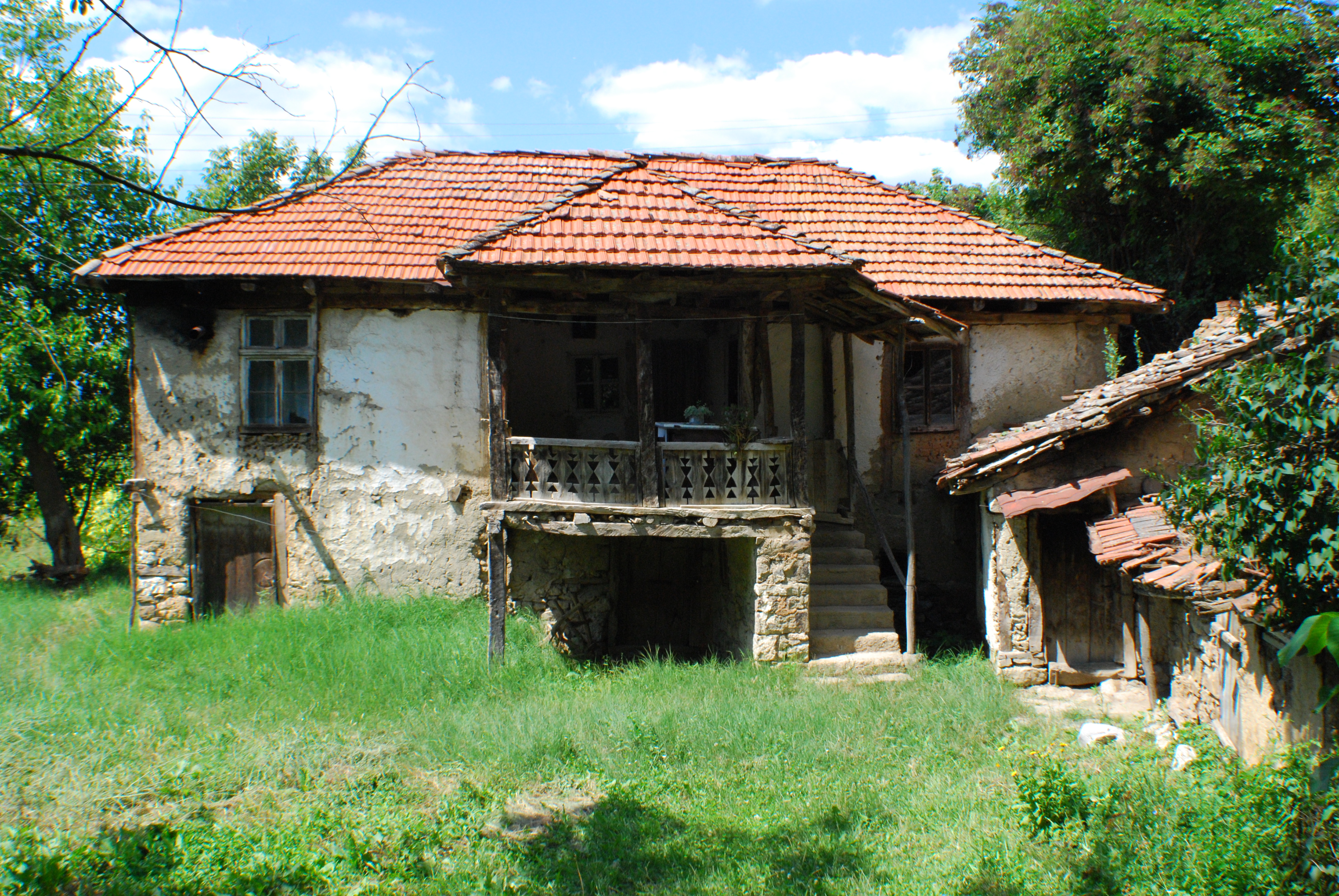
Стара хата
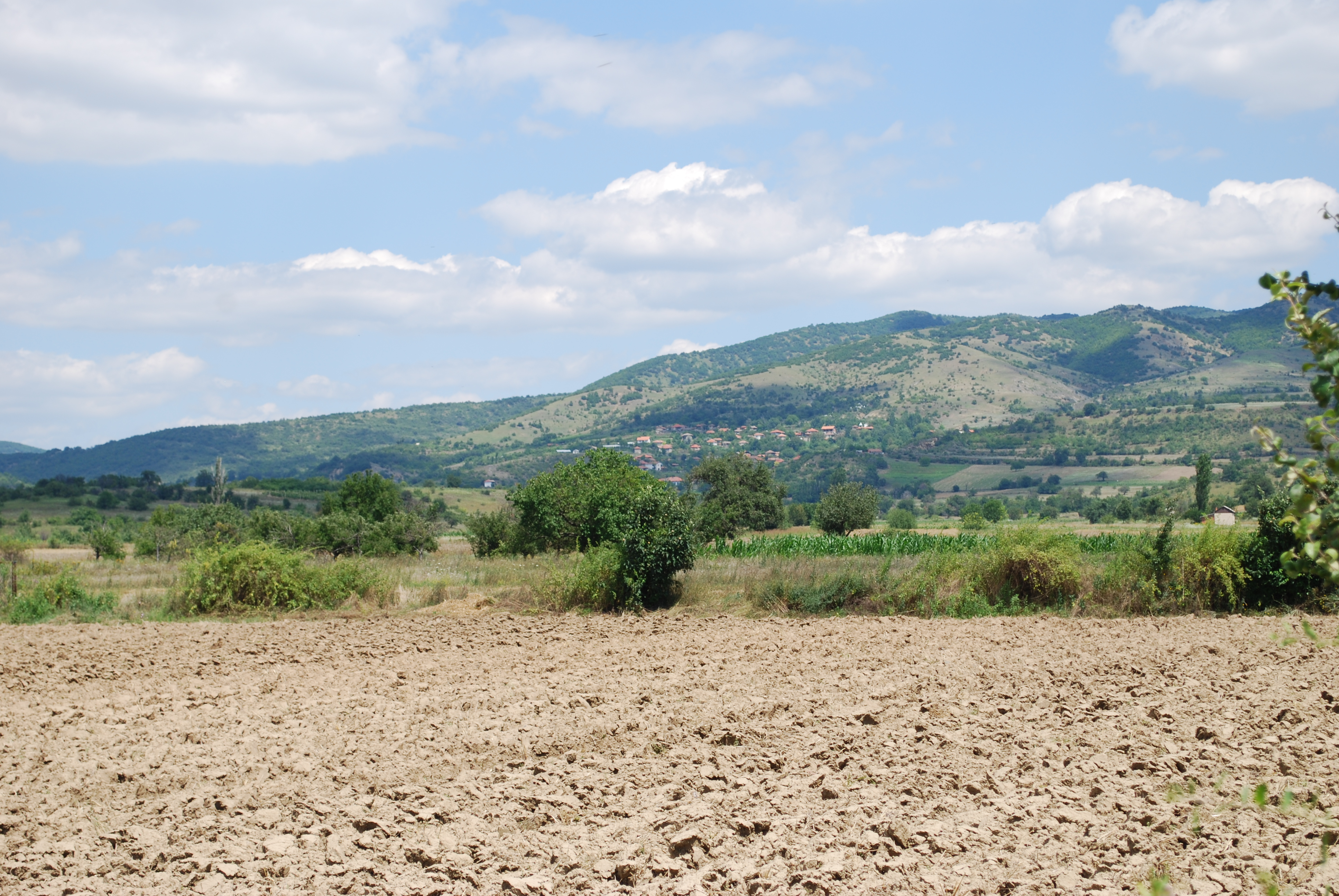
Вид на Винце та Градиштанську планину